# Mico schneideri
Mico schneideri — вид широконосих приматів родини ігрункових (Callitrichidae). Описаний у 2021 році.

## Назва
Вид названо на честь Гораціо Шнайдера, бразильського біолога, який помер у 2018 році і використовував молекулярні та генетичні методи для вивчення філогенезу приматів Нового Світу.

## Поширення
Ендемік Бразилії. Поширений на півночі штату Мату-Гросу між річками Журуена на заході і Телес-Пірес на сході, на південь від злиття двох річок, де він живе в первинних і вторинних тропічних лісах і в перехідній зоні до серрадо. На півдні ареал поширюється до верхів'їв двох річок, але не досягає до Лукас-ду-Ріу-Верде.

## Опис
Голова і тіло в більшості випадків лише трохи довше 20 см, хвіст має довжину трохи більше 30 см. Mico schneideri має світлу свинцеву спину, груди і живіт від кремового до світло-сіро-сріблястого кольору, до паху переходять в помаранчевий колір. Верхівка голови чорнувата, більшість волосся на обличчі біле. Однак на обличчі є також чорне та сиве (чорно-біле смугасте) волосся. Волосся на обличчі коротке і стає коротшим до носа. По краю лиця воно довше і щільніше. Очі темно-карі. Хвіст чорний з помаранчевими волосками на нижній стороні основи хвоста. Надпліччя від сірого до майже білого кольору, верхівки кистей чорно-золоті, стопи помаранчево-золоті. Безволосі долоні від сірого до білого кольору, поверхні стоп непігментовані. Пальці рук і ніг, крім великого пальця, який має плоский ніготь, мають вигнуті кігті. Вушні пучки відсутні.